# Sangalopsis paterna
Sangalopsis paterna là một loài bướm đêm trong họ Geometridae.